# 카시키아레 운하
카시키아레 운하(Casiquiare canal)는 오리노코강 상류의 분류이다. 이 강은 남쪽 흘려 네그루강에 흘러든다. 따라서 이 강은 오리노코강과 아마존강 사이의 독특한 자연적인 운하를 형성한다.